# Teatro Maestro Álvarez Alonso
El teatro Maestro Álvarez Alonso es un edificio de artes escénicas ubicado en la ciudad andaluza de Martos (Jaén, España) y que fue inaugurado en febrero de 2006.

## El edificio

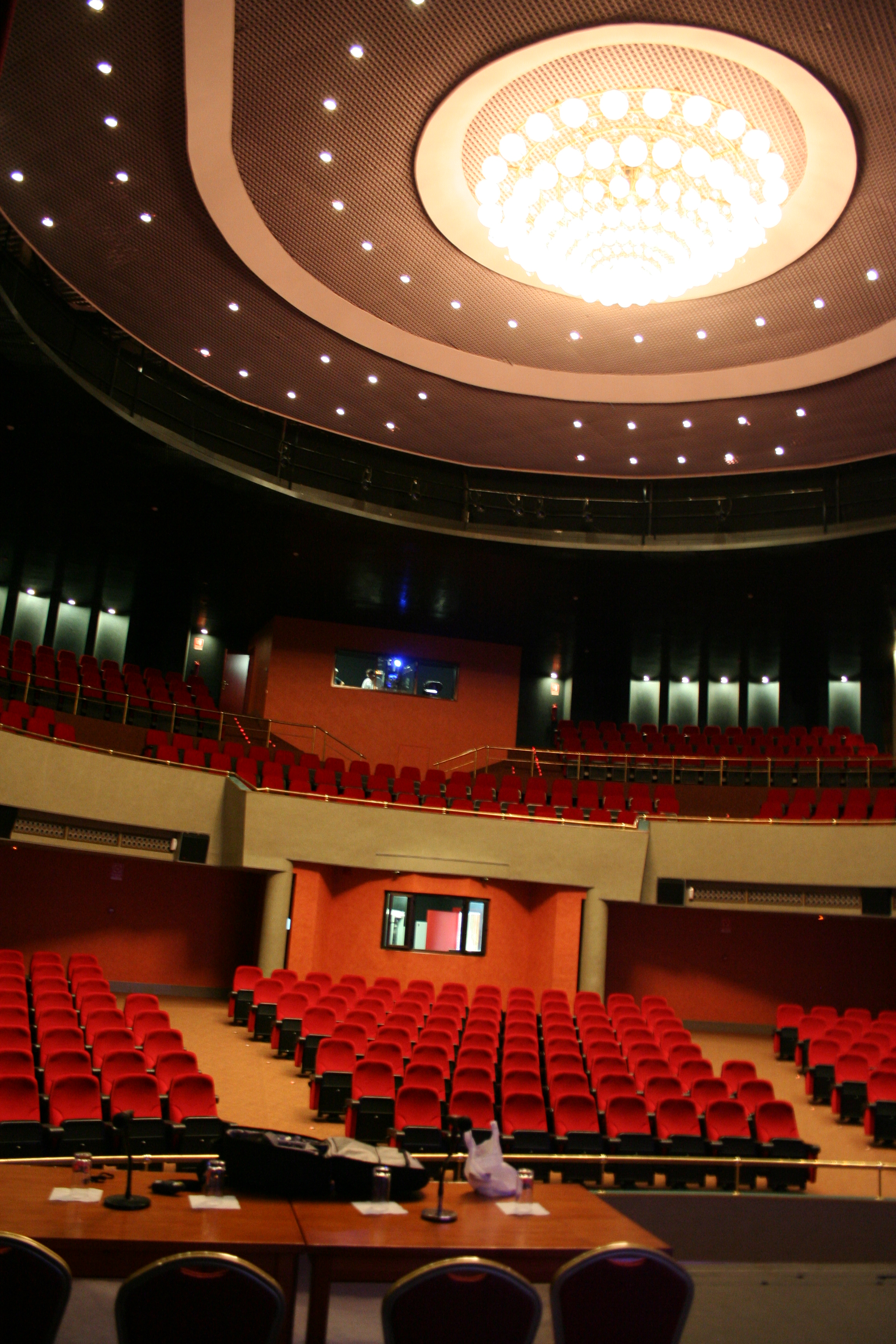
Patio de butacas del teatro.

El edificio se asienta sobre un área de 4688 m² de superficie construida cuyo estilo arquitectónico sigue un patrón moderno y de vanguardia, intentando dar semejanza a la fachada principal con un órgano musical. La capacidad de la sala es de 540 butacas repartidas entre el patio de butacas y el anfiteatro.

## Servicios y usos
Entre las numerosas dotaciones que posee la infraestructura se pueden destacar las de teatro, camerinos, conferencias, cafetería, restaurante y un espacio en el que se ha instalado la escuela municipal de teatro, música y danza. Dicho teatro es utilizado para la realización de numerosos eventos como conciertos musicales, pregones de la Feria de Martos y la fiesta de la aceituna y también es utilizado durante todo el año para proyección de películas de cine.